# Blåfugle (sommerfugle)
 For alternative betydninger, se Blåfugle. (Se også artikler, som begynder med Blåfugle)
Blåfugle (Lycaenidae) er en familie af sommerfugle. Familien består af cirka 4.500 arter af dagsommerfugle. De cirka 1400 arter af metalmærker (Riodinidae) har også været en del af denne familie. Det er ofte livlige og farverige arter, der i vingefang varierer i størrelse fra 7 millimeter til 8 centimeter. Mange arter lever sammen med myrer i større eller mindre grad, enten som parasitter eller med fordele for begge parter. Æggene er knap- eller makronformede, ofte med mønstre på den hvælvede overside. Larverne er bænkebider-formede, bevæger sig langsomt og er meget tykhudede, hvilket ses som et forsvar mod myrer.

## Danske arter
Arter af blåfugle, der er truffet i Danmark:
Underfamilie Theclinae (Busksommerfugle)
- Guldhale (Thecla betulae)
- Blåhale (Quercusia quercus eller Neozephyrus quercus)
- Det hvide W (Satyrium w-album)
- Egesommerfugl (Satyrium ilicis)
- Slåensommerfugl (Satyrium pruni)
- Grøn busksommerfugl (Callophrys rubi)

Underfamilie Lycaeninae (Ildfugle)
- Lille ildfugl (Lycaena phlaeas)
- Stor ildfugl (Lycaena dispar)
- Dukatsommerfugl (Lycaena virgaureae)
- Sort ildfugl (Lycaena tityrus)
- Violet ildfugl (Lycaena alciphron)
- Violetrandet ildfugl (Lycaena hippothoe)

Underfamilie Polyommatinae (Egentlige blåfugle)
- Dværgblåfugl (Cupido minimus)
- Skovblåfugl (Celastrina argiolus)
- Kløverblåfugl (Glaucopsyche alexis)
- Ensianblåfugl (Phengaris alcon)
- Sortplettet blåfugl (Phengaris arion)
- Engblåfugl (Cyaniris semiargus)
- Almindelig blåfugl (Polyommatus icarus)
- Isblåfugl (Polymmatus amanda)
- Rødplettet blåfugl (Aricia agestis)
- Sortbrun blåfugl (Aricia artaxerxes)
- Bølleblåfugl (Vacciniina optilete)
- Argusblåfugl (Plebejus argus)
- Foranderlig blåfugl (Plebejus idas)